# Ottokar von Starhemberg

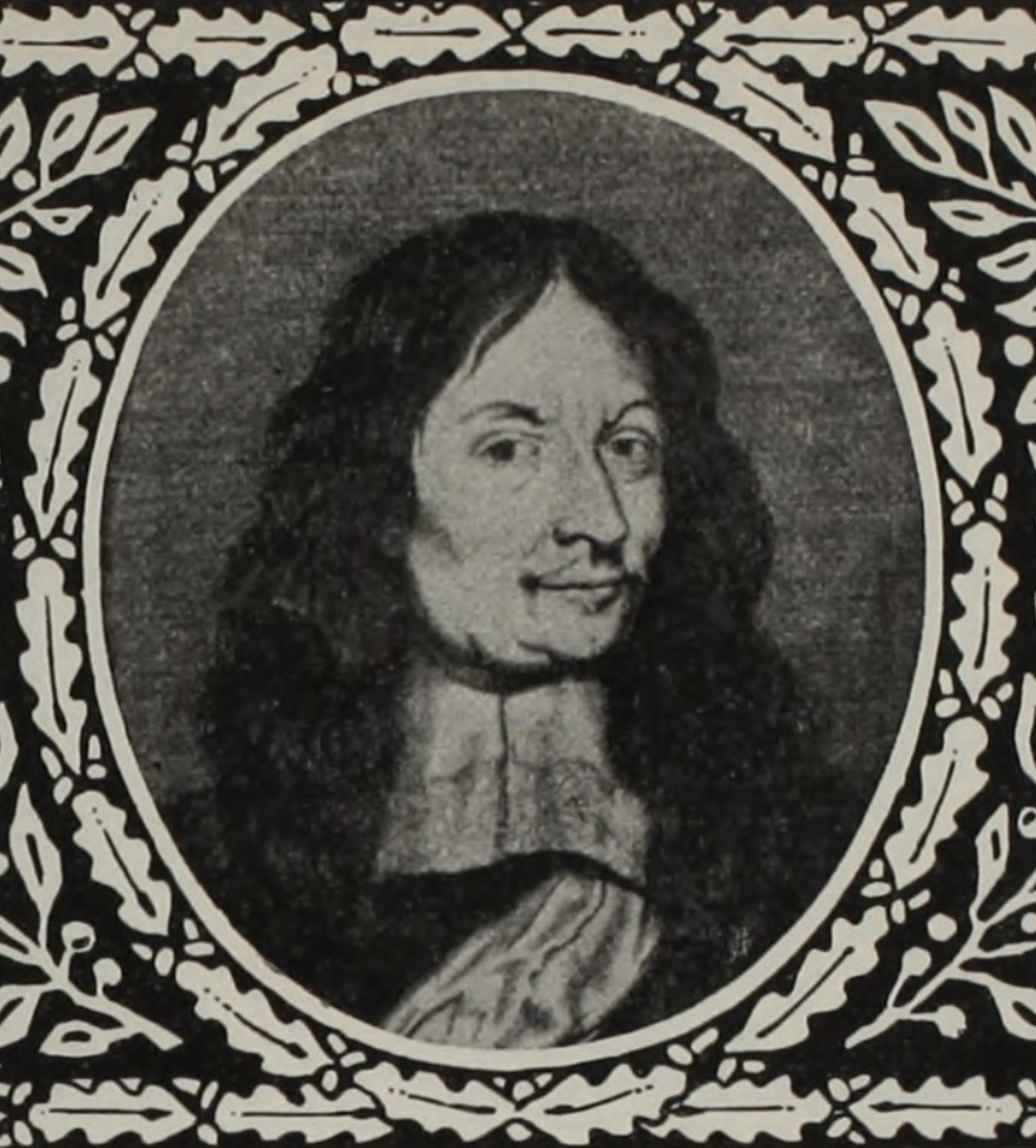
Ottokar Franz Jakob Graf von Starhemberg

Ottokar Franz Jakob Graf von Starhemberg (* 12. August 1681 in Linz; † 13. Juli 1733 in Wien) war ein österreichischer General (Feldzeugmeister).

## Leben
Ottokar von Starhemberg war ein Sohn Gundakars (XVI.) von Starhemberg und der Maria Anna von Rappach. Er diente in der kaiserlich-österreichischen Armee und war bereits mit 27 Jahren, 1709, Oberst und Regimentskommandant. Er zeichnete sich in den Türkenkriegen und in Sizilien (Schlacht bei Francavilla am 20. Juni 1719) aus. Er war 1720 kurzzeitig Gouverneur von Palermo. Für seine Leistungen in diesem Krieg erhielt er von Papst Benedikt XIII. eine jährliche Rente von 2.000 Escudos.
Am 13. Mai 1717 war er bereits zum Generalfeldwachtmeister, am 15. November 1723 zum Feldmarschalleutnant befördert worden. 1730 wurde er Feldzeugmeister, Kommandierender General und Kommandant von Prag sowie 1731 wirklicher geheimer Rat. Er starb früh mit 52 Jahren.
Aus seiner am 15. Februar 1726 geschlossenen Ehe mit Maria Christine Fürstin Trautson († 8. April 1743) stammte eine Tochter, Maria Theresia Esther, welche im Jahr 1747 ihrem Cousin Georg Adam, ersten Fürsten von Starhemberg, heiratete.